# Disconto-Gesellschaft
Дисконто Гезельшафт (нем. Disconto-Gesellschaft) — крупный немецкий банк, существовавший с 1851 по 1929 год.

## История
Банк был основан 15 октября 1851 года. В 1859 году произвёл эмиссию облигаций государственного займа Пруссии, в 1866 года вошёл в состав банковского консорциума «Preußen-Konsortium».
В конце 1880-х годов банк выделил кредит правительству Венесуэлы на строительство железной дороги. Также предоставлял займы Российской империи.
В 1895 году банковский концерн «Disconto-Gesellschaft» поглотил «Norddeutsche Bank».

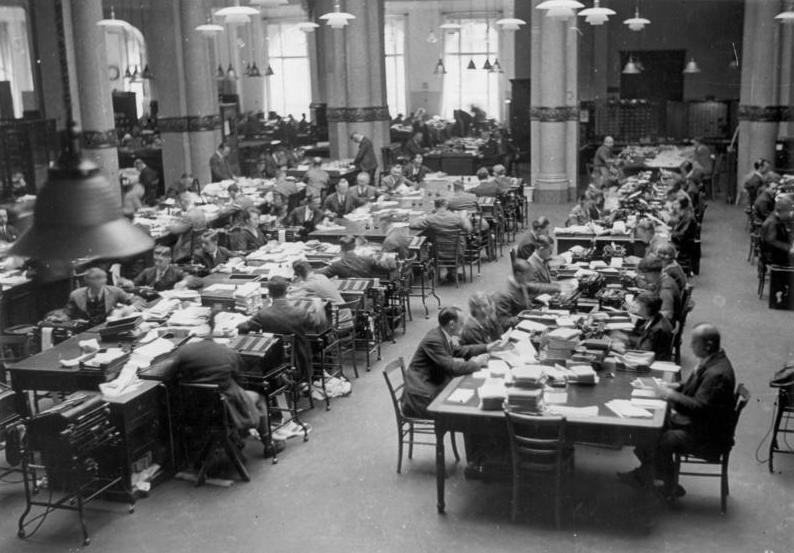
Помещение банка

12 июля 1914 года концерн «Disconto-Gesellschaft» предоставил Болгарии заём в размере 500 млн франков, в соответствии с условиями которого правительство Болгарии принимало обязательство израсходовать 100 млн франков из полученного займа, разместив военный заказ на предприятиях Германии и Австро-Венгрии; кредиторы получали право на строительство железной дороги Михайлово — Хасково — Лагос и гавани в Лагосе, а также безвозмездную концессию на эксплуатацию каменноугольных шахт в Пернике и Бобов-доле. В целом, после вычетов на уплату процентов, погашение старых займов и оплату новых заказов в казну должно было поступить около 50 млн франков (около 10 % от суммы займа). В результате германское влияние на экономику страны значительно усилилось и заём способствовал вовлечению Болгарии в первую мировую войну на стороне Центральных держав.
После начала Первой мировой войны 28 июля 1914 года активы «Disconto-Gesellschaft» в странах Антанты были реквизированы (также как и другие немецкие активы).
После окончания Первой мировой войны (в результате которой по условиям Версальского мирного договора Веймарская республика была обязана выплачивать репарации), после потери активов в условиях начавшегося экономического кризиса и гиперинфляции с обесцениванием немецкой марки положение банка осложнилось.
После начала всемирного экономического кризиса в 1929 году положение банка ухудшилось и он объединился с «Deutsche Bank» и «Rheinische Creditbank» в единый «Deutschen Bank und Disconto-Gesellschaft», в 1937 году изменивший название на «Deutsche Bank».